# Necrasovca-Nouă, Ismail
Necrasovca-Nouă, întâlnit și sub forma Cugurlui (în ucraineană Нова Некрасівка, transliterat: Nova Nekrasivka) este un sat în comuna Sofian-Trubaiovca din raionul Ismail, regiunea Odesa, Ucraina. Are 2,051 locuitori, preponderent ruși-lipoveni.
Satul este situat la o altitudine de 14 metri, în partea de vest a raionului Ismail, pe un dig tăiat de Canalul „Repida”, care leagă lacul Ialpug de lacul Cugurlui. El se află la o distanță de 12 km vest de centrul raional Ismail.

## Istoric
Prin Tratatul de pace de la București, semnat pe 16/28 mai 1812, între Imperiul Rus și Imperiul Otoman, la încheierea războiului ruso-turc din 1806 – 1812, Rusia a ocupat teritoriul de est al Moldovei dintre Prut și Nistru, pe care l-a alăturat Ținutului Hotin și Basarabiei/Bugeacului luate de la turci, denumind ansamblul Basarabia (în 1813) și transformându-l într-o gubernie împărțită în zece ținuturi (Hotin, Soroca, Bălți, Orhei, Lăpușna, Tighina, Cahul, Bolgrad, Chilia și Cetatea Albă, capitala guberniei fiind stabilită la Chișinău).
Pentru a-și consolida stăpânirea asupra Basarabiei, autoritățile țariste au sprijinit stabilirea în sudul Basarabiei a familiilor de imigranți bulgari și găgăuzi din sudul Dunării, precum și a rascolnicilor (așa-numiții lipoveni), aceștia primind terenuri de la ocupanții ruși ai Basarabiei. Satul Necrasovca-Nouă a fost fondat în anul 1860 de către coloniștii ruși-lipoveni, mutați din satul Necrasovca-Veche aflat în apropiere, precum și din alte sate vecine.
În urma Tratatului de la Paris din 1856, care încheia Războiul Crimeii (1853-1856), Rusia a retrocedat Moldovei o fâșie de pământ din sud-vestul Basarabiei (cunoscută sub denumirea de Cahul, Bolgrad și Ismail). În urma acestei pierderi teritoriale, Rusia nu a mai avut acces la gurile Dunării. În urma Unirii Moldovei cu Țara Românească din 1859, acest teritoriu a intrat în componența noului stat România (numit până în 1866 "Principatele Unite ale Valahiei și Moldovei"). În urma Tratatului de pace de la Berlin din 1878, România a fost constrânsă să cedeze Rusiei sudul Basarabiei.
În perioada de până la primul război mondial, s-au intensificat nemulțumirile țăranilor săraci cauzate de lipsa pământului. Revolte au avut loc în toamna anului 1900 și în 1906, când locuitorii din Necrasovca-Nouă, înarmați cu furci, topoare și pietre, i-au alungat pe colectorii de impozite veniți în sat pentru a lua bani de la țărani cu forța. În decembrie 1917, activiștii bolșevici au preluat conducerea în sat. Intervenția armatei române a dus la înăbușirea rebeliunii bolșevice și la pacificarea localității. Ofițerul Vitalie Zubac, originar din sat, a fost ales membru al Sfatului Țării din Basarabia și a votat pentru Unirea Basarabiei cu România.
După Unirea Basarabiei cu România la 27 martie 1918, satul Necrasovca-Nouă a făcut parte din componența României, în Plasa Fântâna Zânelor a județului Ismail. Pe atunci, majoritatea populației era formată din ruși-lipoveni, existând și o comunitate mică de români. La recensământul din 1930, s-a constatat că din cei 2.378 locuitori din sat, 1.290 erau lipoveni (54.25%), 755 ruși (31.75%), 315 ucraineni (13.25%), 8 români (0.34%), 8 evrei, 1 bulgar și 1 care nu și-a declarat etnia. La 1 ianuarie 1940, din cei 2.552 locuitori ai satului, 2.543 erau ruși (99.65%) și 8 români (0.35%).
În perioada interbelică, satul s-a aflat în aria de interes a activiștilor bolșevici din URSS, aici existând un comitet revoluționar clandestin care era coordonat de la Ismail. Mai mulți săteni au participat la Răscoala de la Tatarbunar din 1924, organizată de bolșevicii din URSS. După înăbușirea revoltei, au fost arestați câțiva țărani. La 2 februarie 1930 mai mulți locuitori au participat la demonstrațiile politice care au avut loc la Ismail, cerând răsturnarea guvernului. Cu acest prilej au fost arestați 3 săteni. În 1931, poliția a descoperit activitățile desfășurate de organizația comunistă din sat, iar doi localnici au fost aduși în fața justiției.
Ca urmare a Pactului Ribbentrop-Molotov (1939), Basarabia, Bucovina de Nord și Ținutul Herța au fost anexate de către URSS la 28 iunie 1940. După ce Basarabia a fost ocupată de sovietici, Stalin a dezmembrat-o în trei părți. Astfel, la 2 august 1940, a fost înființată RSS Moldovenească, iar părțile de sud (județele românești Cetatea Albă și Ismail) și de nord (județul Hotin) ale Basarabiei, precum și nordul Bucovinei și Ținutul Herța au fost alipite RSS Ucrainene. La 7 august 1940, a fost creată regiunea Ismail, formată din teritoriile aflate în sudul Basarabiei și care au fost alipite RSS Ucrainene .
În perioada 1941-1944, toate teritoriile anexate anterior de URSS au reintrat în componența României. Apoi, cele trei teritorii au fost reocupate de către URSS în anul 1944 și integrate în componența RSS Ucrainene, conform organizării teritoriale făcute de Stalin după anexarea din 1940, când Basarabia a fost ruptă în trei părți. Un număr de 98 localnici au luptat în cel de-al doilea război mondial, 86 dintre ei murind pe front.
În anul 1954, Regiunea Ismail a fost desființată, iar localitățile componente au fost incluse în Regiunea Odesa.
Începând din anul 1991, satul Necrasovca-Nouă face parte din raionul Ismail al regiunii Odesa din cadrul Ucrainei independente. În prezent, satul are 2.051 locuitori, preponderent ruși-lipoveni.

## Economie
Locuitorii satului Necrasovca-Nouă se ocupă în principal cu agricultura. Se cultivă legume și viță de vie.

## Personalități
- Vitalie Zubac (1894-?) - ofițer și om politic român din Basarabia, membru al Sfatului Țării, care a votat Unirea Basarabiei cu România la 27 martie 1918
- Тихон (Качалкин)

## Demografie
Componența lingvistică a comunei Necrasovca-Nouă
     Rusă (95,12%)
     Ucraineană (4,24%)
     Alte limbi (0,64%)
Conform recensământului din 2001, majoritatea populației comunei Necrasovca-Nouă era vorbitoare de rusă (95,12%), existând în minoritate și vorbitori de ucraineană (4,24%).
1930: 2.378 (recensământ) 
1940: 2.552 (estimare)
2001: 2.051 (recensământ)

## Obiective turistice
- Monumentul lui V.I. Lenin
- Monumentul eroilor sovietici din Marele Război pentru Apărarea Patriei